# UNIVAC 1101

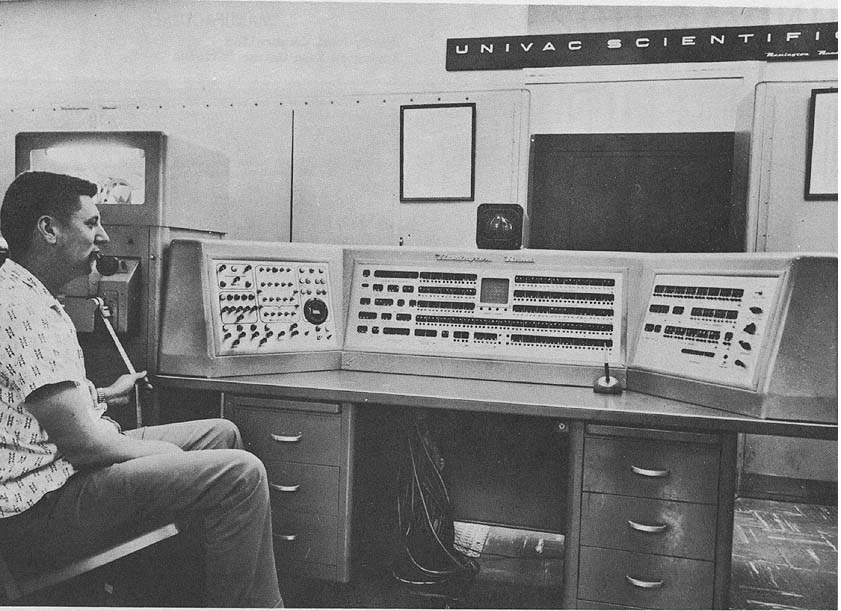
UNIVAC 1101

ERA 1101 (пізніше перейменовано на UNIVAC 1101) — обчислювальна машина (комп'ютер), спроектована і збудована Engineering Research Associates (ERA) на початку 1950-х років, і яка продавался комерційно корпорацією Remington Rand після придбання нею ERA. Найперша модель призначалася для військового використання, що мала назву ERA Atlas, була першою машиною з програмою у пам'яті, яку перемістили з місця розробки і успішно встановили у приміщенні замовника. Модель 1101 стала початковою у серії комп'ютерів UNIVAC 1950-1960-х років, що називалася Univac Scientific Computers.

## Історія

### Зламування шифрів
Компанію ERA було організовано групою вчених-дешифрувальників, які працювали на ВМС США під час Другої світової війни. Команда збудувала кілька машин для дешифрування, схожих на британський Colossus, але орієнтованих на злам японських кодів. Після війни ВМС прагнули зберегти команду дешифрувальників, але формально у цивільному статусі — у результаті у Сент-Пол (Міннесота) було організовано компанію ERA, яка почала свою роботу у ангарах колишнього заводу Chase Aircraft.
Після війни робота над дешифрувальними машинами тривала. Втім, після зміни коду дорогу машину доводилося кардинально переробляти. Інженери змогли переконати ВМС, що єдиний спосіб оптимізувати їх роботу — це створити програмований комп'ютер, і 1947-го року від ВМС було отримано фінансування на проект під кодовою назвою «Task 13».
Перші робочі машини, відомі як «Атлас», використовували магнітний барабан як основну пам'ять і мали простий центральний процесор, орієнтований на цілочисельні операції. Першу машину Atlas було збудовано, переміщено і встановлено у United States Army Security Agency у грудні 1950 року.. Швидший варіант на основі трубок Вільямса було встановлено у NSA 1953-го року.

### Комерціалізація
Наступною задачею компанії стала комерціалізація продажу комп'ютерних систем.
Назва Atlas з'явилася завдяки коміксу Barnaby, і спочатку було вирішено назвати комерційну версію «Mabel». Джек Гілл запропонував натомість назву «1101» (двійкове представлення числа 13.
Публічне оголошення про комп'ютер ERA 1101 було зроблене у грудні 1951 року.
Наступна модель Atlas II після незначних модифікацій стала ERA 1103, а ще більш модифікована машина з феритовою пам'яттю і підтримкою обчислень з рухомою комою була випущена як UNIVAC 1103A.
Приблизно у цей час компанія виявилася втягнутою у серію політичних «маневрів» у Вашингтоні. У газетній колонці Washington Merry-Go-Round Дрю Пірсона стверджувалося, що заснування ERA було конфліктом інтересів для Norris і Engstrom, тому що вони використовували свої зв'язки у воєнний час для заснування компанії, що приносила б їм власний прибуток. У результаті судових розглядів фінансові справи компанії суттєво погіршилися, як і емоційна атмосфера всередині колективу. Як наслідок, 1952-го року ERA була викуплена корпорацією Remington Rand.
Незадовго до цих подій Remington Rand придбала також Eckert–Mauchly Computer Corporation, де працювали творці знаменитого UNIVAC I — першого комерційного комп'ютера у Сполучених Штатах. ERA і UNIVAC деякий час були незалежними підрозділами. Втім, Remington Rand зрозуміла, що знамениту марку UNIVAC можна непогано монетизувати, і тому машину ERA 1101 перейменували на UNIVAC 1101. Цей комп'ютер поклав початок серії машин, що випускалася аж до 1960-х, і на зміну якій прийшла зовсім інша серія UNIVAC 1100.

## Технічні особливості

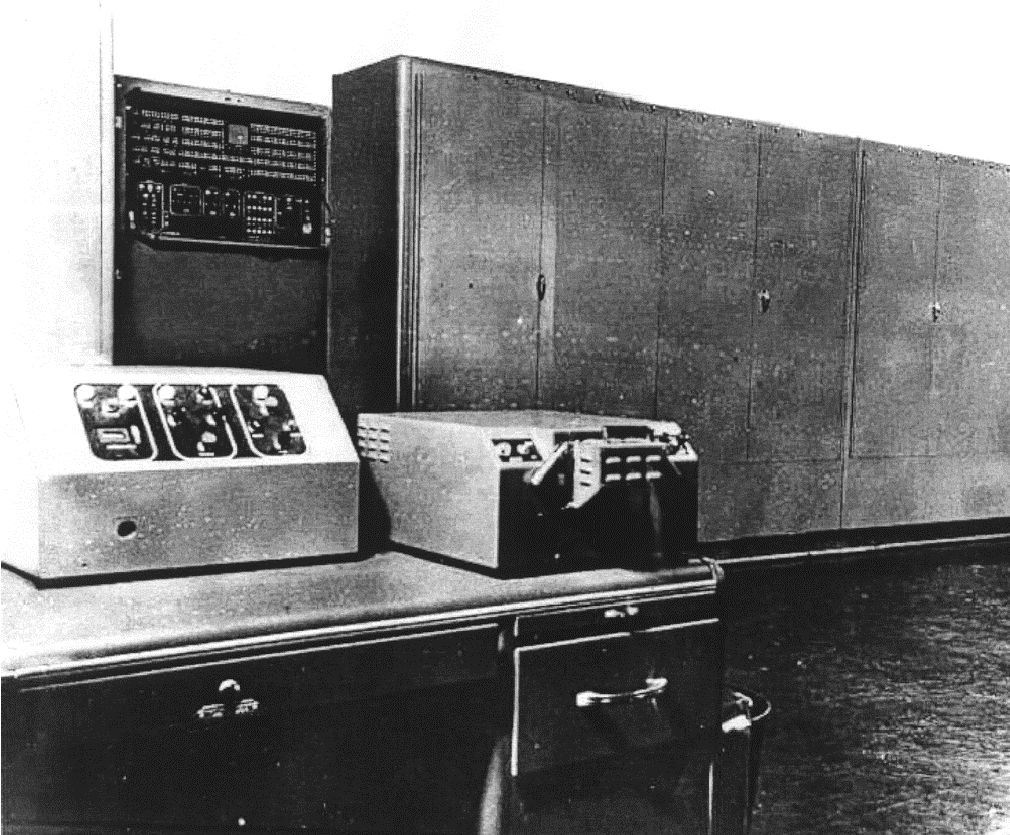
ATLAS

Довжина машини (всіх блоків разом) складала 12 метрів, ширина — 6,1 метри, а загальна вага — близько 7,6 тонн.
У логічних схемах було задіяно 2700 електронних ламп. Магнітний барабан мав діаметр 22 см, обертався з частотою 3500 обертів за хвилину, мав 200 голівок читання-запису і загальну ємність 16384 24-розрядних слова (еквівалент 48 кілобайт). Час доступу до даних на барабані коливався між 32 мікросекунд до 17 мілісекунд (залежно від того, чи треба було чекати один повний оберт, чи ні).
Інструкції були 24-розрядними, код операції містився у 6 бітах, 4 біти виділялися під «skip value» (тобто вказівка, скільки комірок треба «перескочити», щоб отримати наступну інструкцію для виконання), і решта 14 розрядів для адреси пам'яті. Числа представлялися у двійковому коді (негативні — у оберненому). Два числа додавалися за 96 мікросекунд, а множилися — за 352.
Один 48-розрядний регістр-акумулятор був, фундаментально кажучи, розрахований лише на операції віднімання. Додавання здійснювалося відніманням оберненої величини. На перший погляд така організація здається дивною, але такий «віднімальний суматор» зменшує імовірність отримання «негативного нуля» при здійсненні нормальних операцій.
Всього машина мала 38 інструкцій.

### Набір команд
| Позначення                                    |                                                                            |
| --------------------------------------------- | -------------------------------------------------------------------------- |
| y (мала літера)— комірка пам'яті за адресою y | X (велика літера) — регістр (24 цифри)                                     |
| Дужки ( ) означають «взяти значення за»       | Q = регістр Q (24 цифри)                                                   |
| A = акумулятор (48 цифр)                      |                                                                            |
| Арифметичні                                   |                                                                            |
| Insert (y) in A                               | Insert complement of (y) in A                                              |
| Insert (y) in A [multiple precision]          | Insert complement of (y) in A [multiple precision]                         |
| Insert absolute value (y) in A                | Insert complement of absolute value (y) in A                               |
| Add (y) to (A)                                | Subtract (y) from (A)                                                      |
| Add (y) to (A) [multiple precision]           | Subtract (y) from (A) [multiple precision]                                 |
| Add absolute value of (y) to (A)              | Subtract absolute value of (y) from (A)                                    |
| Insert (Q) in A                               | Clear right half of A                                                      |
| Add (Q) to (A)                                | Transmit (A) to Q                                                          |
| Insert [(y) + 1] in A                         |                                                                            |
| Множення і ділення                            |                                                                            |
| Form product (Q) * (y) in A                   | Add logical product (Q) * (y) to (A)                                       |
| Form logical product (Q) * (y) in A           | Divide (A) by (y), (quotient forms in Q, non-negative remainder left in A) |
| Add product (Q) * (y) to (A)                  |                                                                            |
| Перехід, логічні операції, читання/збереження |                                                                            |
| Store right half of (A) at y                  | Shift (A) left                                                             |
| Store (Q) at y                                | Shift (Q) left                                                             |
| Replace (y) with (A) using (Q) as operator    | Take (y) as next order                                                     |
| Replace (y) with (A) [address portion only]   | Take (y) as next order if (A) is not zero                                  |
| Insert (y) in Q                               | Take (y) as next order if (A) is negative                                  |
|                                               | Take (y) as next order if (Q) is negative                                  |
| Ввід-вивід, керування                         |                                                                            |
| Print right-hand 6 digits of (y)              | Optional Stop                                                              |
| Print and punch right-hand 6 digits of (y)    | Intermediate Stop                                                          |
|                                               | Final Stop                                                                 |